# Shovel Knight
Shovel Knight ist ein 2D-Side-Scroller-Videospiel, das vom kalifornischen Independent-Studio Yacht Club Games entwickelt und 2014 veröffentlicht wurde, nachdem das Projekt durch Crowdfunding auf der Plattform Kickstarter finanziert wurde. Es erschien zunächst für Microsoft Windows, Nintendo 3DS und Wii U im Juni 2014, im September für macOS, im Oktober für Linux und für PlayStation 3, PlayStation 4, PlayStation Vita und Xbox One im April 2015. Das Spiel erschien im März 2017 unter dem Titel Shovel Knight: Treasure Trove als Launchtitel für die Nintendo Switch.

## Gameplay
Shovel Knight ist ein 2D-Sidescroller in 8-Bit-Grafik, die jener des Nintendo Entertainment System gleicht. Der Spieler kontrolliert dabei den Protagonisten Shovel Knight, während er Schätze sammelt und die Ritter des Ordens ohne Gnade bekämpft.
Ziel des Spiels ist es, sämtliche Levels zu meistern und dabei möglichst viele Schätze zu sammeln, mit welchen verschiedene Gegenstände und Rüstung erworben werden können. Wird die Spielfigur besiegt, geht ein Teil der gesammelten Schätze verloren. Am Ende von jedem Level muss der Spieler gegen einen Endgegner kämpfen, um weiterzukommen.
Die Entwickler von Yacht Club Games ließen sich für die Gameplay-Mechaniken von Castlevania, Mega Man und Dark Souls inspirieren.
Seit dem Release sind mehrere kostenpflichtige Erweiterungen erschienen, die im 2019 herausgebrachten Gesamtpaket Shovel Knight: Treasure Trove enthalten sind. In den Spielen Plague of Shadows, Specter of Torment und King of Cards schlüpft der Spieler in die Rollen von Shovel Knights Feinden und bekommt die Möglichkeit, bekannte Level mit neuen Gameplay-Mechaniken zu spielen. Bei Shovel Knight: Showdown handelt es sich um ein Kampfspiel, in dem die Figuren der vorherigen Spiele gegeneinander antreten. Das Spiel kann alleine oder im lokalen Multiplayer gespielt werden.

## Rezeption
Shovel Knight wurde von einer großen Mehrheit der Kritiken positiv aufgenommen. Die Website Metacritic bewertete die 3DS-Version des Spiels mit 90 von 100, basierend auf neun Bewertungen, die Wii-U-Version mit 88 %, basierend auf 24 Bewertungen und die PC-Version mit 85 von 100, basierend auf 46 Bewertungen.
Kotaku listete das Spiel in der Rangliste „The 22 Best-Reviewed Games That Don’t Have Sequels (Yet)“ aufgrund der hohen Wertungen. Colin Moriarty von IGN bewertete Shovel Knight mit 9/10 Punkten und bezeichnete es als „das wohl beste Spiel des Jahres 2014“.
Im ersten Monat nach der Veröffentlichung in Nordamerika wurde Shovel Knight 180.000 Mal verkauft, davon 49.000 Mal die Wii-U-Version, 59.000 Mal die 3DS-Version und 66.000 Mal über Steam. Bis Anfang Dezember 2014 wurden mehr als 300.000 Exemplare verkauft. Bis Ende Juni 2015 wurden über 700.000 Kopien des Spiels verkauft. Im Dezember 2016 gab Yacht Club Games bekannt, dass bereits 1,5 Millionen Exemplare verkauft wurden.